# Abílio Passos e Sousa
Abílio Augusto Valdez de Passos e Sousa GCTE • GCC • ComA • GOA • MTMM (Elvas, 10 de Novembro de 1881 — Elvas, Assunção, 15 de julho de 1966) foi um oficial do Exército Português que exerceu relevantes funções políticas nos anos que se seguiram ao Golpe de 28 de Maio de 1926 e na fase inicial do Estado Novo.

## Biografia
Filho primogénito varão de Rudolfo Augusto de Passos e Sousa (Chaves, 19 de Setembro de 1852 - Elvas, 1910), Coronel de Infantaria do Estado-Maior, e de sua mulher Angelina Augusta Travassos Valdez (Elvas, 27 de Março de 1860 - ?), filha natural de João Travassos Valdez (Elvas, 11 de Novembro de 1822 - Elvas, 2 de Março de 1901), General de Brigada, sobrinho paterno e sobrinho materno por afinidade e primo-sobrinho do 1.º Barão do Bonfim e 1.º Conde do Bonfim, e de Genoveva Lobo.
Casou em Elvas, Ajuda, Salvador e Santo Ildefonso, na Ermida de Santo Ildefonso, a 14 de Janeiro de 1909 com Felicidade Perpétua Santa Clara Barbas (Elvas, Caia e São Pedro, 22 de Julho de 1888 - Lisboa, Benfica, 5 de Janeiro de 1943), da qual teve oito filhos e filhas.
Frequentou o Colégio Militar. Militar de Infantaria do Exército Português, onde atingiu o posto de Coronel. No golpe militar de 28 de Maio de 1926, foi chefe do Estado-Maior das forças sublevadas estacionadas em Sacavém, sendo um dos grandes obreiros da implantação da Ditadura Militar. Pertencia ao sector dos militares liberais conservadores que consideravam a Ditadura Militar um período transitório para um regime político parlamentar e pluralista.
Entre outras funções, foi vice-presidente do Ministério (de 28 de Maio de 1926 a 26 de Agosto de 1927), ministro do Comércio e Comunicações (de 11 de Junho a 29 de Novembro de 1926) e ministro da Guerra (de 29 de Novembro de 1926 a 18 de Abril de 1928), nos governos da Ditadura Militar e da Ditadura Nacional. Foi combatente na Primeira Grande Guerra e, após a consolidação da Ditadura Nacional, foi nomeado Chefe do Estado Maior do Exército. Desempenhava as funções de governador vitalício da Praça do Forte da Graça, em Elvas, quando nele estiveram presos João José Sinel de Cordes, Filomeno da Câmara e Raul Esteves após a tentativa de golpe de Estado de 18 de Abril de 1925.
Possui ruas com o seu nome em Elvas e no Entroncamento.
Irmão do General Aníbal César Valdez de Passos e Sousa e do Tenente Augusto Valdez de Passos e Sousa.

### Condecorações[3]
- Medalha de 3.ª Classe de Mérito Militar de Portugal (? de ? de 19??)
- Companheiro Honorário da Ordem de Serviços Distintos da Grã-Bretanha e Irlanda (? de ? de 19??)
- Excelentíssimo Senhor Grã-Cruz da Real Ordem de Isabel a Católica de Espanha (? de ? de 19??)
- Comendador da Ordem Militar de São Bento de Avis de Portugal (15 de Fevereiro de 1919)
- Grã-Cruz da Antiga e Muito Nobre Ordem Militar da Torre e Espada, do Valor, Lealdade e Mérito de Portugal (25 de Abril de 1928)
- Grã-Cruz da Ordem Militar de Nosso Senhor Jesus Cristo de Portugal (23 de Maio de 1932)
- Grande-Oficial da Ordem Militar de São Bento de Avis de Portugal (24 de Junho de 1932)